# ROBOTICS;NOTES
《ROBOTICS;NOTES》（日语：ロボティクス・ノーツ；簡稱R;N）是5pb.（MAGES.）於2012年6月28日發行的Xbox 360和PlayStation 3冒险游戏。在遊戲發售前就發佈動畫化的消息，2012年10月開始播放。
乐视网宣布从2013年3月8日起，每周五00:45与日本同步直播。

## 概要
本作是繼《CHAOS;HEAD》和《Steins;Gate》之後，5pb.和Nitro+的協作企劃「科學ADV系列」的第三部作品。
故事背景位於2019年的種子島，世界線變動率「1.048596％」，也就是《Steins;Gate》中 TRUE END 的世界線。
因此部份《CHAOS;HEAD》和《Steins;Gate》的角色也會在本作中登場。

## 故事
時間是2019年的夏天，「口袋電腦」變得普及，擴張現實亦已成為普遍現象。中央種子島高中的「機器人研究社」面臨著即將廢社的危機。社內僅有的兩名社員之一的八汐海翔在這樣的情況下，依舊對機器人社提不起興趣，整天猛玩機器人格鬥遊戲。而莽莽撞撞的社長－「瀨乃宮秋穗」以完成「巨大機器人」為目標，為了避免被廢社而奮鬥著。
就在這樣的某日，海翔發現名為「君島報告」的 A.R.標注。裡面記載一位名為君島孝的人物，揭發一項將世界捲入其中的巨大陰謀。

## 登場人物

### 機械人研究部
八汐海翔（聲：木村良平、關根航（8歲）（日本）；陳振聲（香港））
年齡：18歳。生日：2001年5月5日。血型：B型。身高：165cm。
本作主人公。中央種子島高校普通科3年2組，住家在南種子町。
秋穗的青梅竹馬，在美佐希離開的請託照顧她。表面經常對秋穗擺出冷淡且随便的態度，實際上是十分關心並喜歡她，總在必要關頭時陪在身邊或替她解決問題，加入機械人研究部和吃瑞榎賣的百香果包子獲得情報都是為了幫助她。
重度格斗游戏宅，一直在玩名为KILLBALLAD（ガンヴァレル キルバラッドON-LINE，英文全名 - GUNVARREL KILL BALLAD）的機器人格鬥網路遊戲，世界排名一直維持第五位。曾被開發者芙拉認為是作弊者之一，後來被芙拉要求協助檢查前四位是否也作弊。
九年前被卷入銀蓮花号集体昏迷事件（あねもね号集団失神事件）並罹患后遗症——慢镜头（スローモー，英文 - Slow Motion，正式病名為 - ）。发作时心脏会加速跳动，头脑陷入暂时缺氧的状态，将现实的1秒主观地延长至30秒左右。从旁人看来反应速度会变得非常快，但之后会产生暂时无法活动程度的疲惫感。在钢巴雷尔制作计划中担任主操作员，因為有慢镜头這招可用，在N IV電磁波發射裝置協助下可由人為引發該後遺症，在阻止黑洞炸彈火箭發射行動中駕駛改造的超級鋼製做1號機打敗SUMERAGI。
小時候曾夢想當太空人。
動畫第21話與秋穗告白，成為情侶並接吻。
濑乃宫秋穗（聲：南條愛乃（日本）；鄭佩嘉（香港））
年齡：18歳。生日：2001年4月13日。血型：A型。身高：157cm。三圍：76-56-77。
本作主要女主角。中央種子島高校普通科3年2組，住家在南種子町。
海翔的青梅竹馬，健一郎的女兒也是美纱希的妹妹。性格热血又认真，且還是純真的樂天派，不論遇到什麼挫折總是能一笑置之的來應變，但實際上那只是表面在苦撐而已，內心其實很容易低落受挫，因為海翔的協助與支持才能撐那麼久。在姐姐美纱希襲擊世博會並破壞機械人研究部做的鋼製做2號機後終於忍受不住而崩潰，所幸最終仍被海翔協助而重新振作。
機械人研究部的部長，钢巴雷尔制作计划的总负责人。一直希望能將姐姐美纱希時打造的鋼製做1號機完成並送上世博會展覽，因此才積極向學校申請增加社團經費。喜欢机器人动画，特别是「机动执事钢巴雷尔」（機動バトラー ガンヴァレル），常会模仿动画角色的台词或动作。
九年前被卷入銀蓮花号集体昏迷事件並罹患后遗症——快进（ファスト・フォワード，英文 - Fast Forward）。发作的时候时间流逝会主观地变快，五分鐘用一秒鐘来感觉。从旁人看来行动会变得非常迟缓甚至难以行动。
動畫第21話與海翔成為情侶並接吻。
神代芙拉（聲：名塚佳織（日本）；賴芸芬（香港））
年齢：16歳。生日：2002年6月17日。血型：B型。身高：156cm。三圍：77-58-78。
本作女主角之一。中央種子島高校情報處理科2年1組。從私立金絲雀學園高校轉來的轉學生。
又腐又宅且口无遮拦，集家里蹲御宅族的缺點於一身。不仅在网络上，在现实中也会使用大量的网络用语。兴趣是对男性间的同性恋进行妄想。对弱气的女性也有着相当大的兴趣。
拥有2000万以上玩家的机器人格斗网络游戏——KILLBALLAD的程序设计师。神代芙拉是作为程序设计师的笔名，原名是古郡可娜（ふるごおり こな）。
因一次死歌的對戰與海翔相遇並產生興趣，為找尋海翔而搬到种子岛后将废弃的旅馆买下并改装后在里面生活。转学第二天以来就没上过学。因为喜欢冷的地方和防止大型计算机的过热，房间里一直开着冷气。生活上相当邋遢。有著隱藏的傲嬌屬性，常以家裡蹲模式來混過去，喜歡著海翔，初吻獻給海翔（海翔的初吻被奪去）。
在钢巴雷尔制作计划中担任姿势控制系统和操作系统的程序设计师。
母親任職之前大熱機械人動畫「机动执事钢巴雷尔」（機動バトラー ガンヴァレル）監督，在芙拉十歲時失蹤。經芙拉調查後，懷疑整個動畫劇組受人洗腦，致動畫最終回情節與Project ATOM內容相近。整組人員在最終回前被殺害，而知道內情的監督，在後來網絡流出的最終回的樣稿中留下線索。
大德淳和（聲：德井青空）
年齢：17歳。生日：2001年8月10日。血型：O型。身高：156cm。三圍：73-54-76。
本作女主角之一。中央種子島高校普通科3年1組。家裡經營空手道場。
像小动物一样胆小害羞，但一手承担着照顾家人的任务。
虽然从小就一直努力练习空手道，但因为害羞而在人前会发挥不出实力。
兴趣是都市传说，但实际上很害怕幽灵之类的超自然现象。不擅长拒绝他人的请求。
在钢巴雷尔制作计划中担任动作演员和候补操作员。
日高昴（聲：細谷佳正（日本）；黎景全（香港））
年齡：16歳。生日：2003年2月22日。血型：A型。身高：170cm。
本作男主角之一。中央種子島高校情報處理科2年1組。海翔跟秋穗的後輩。對機械工程學很熟悉。
表面上看似冷淡，实际上对机器人的事情十分热衷。
帅气冷静的外表使其受女性欢迎，但禁欲的性格使其不擅长同女性交往。紧张的时候会咬舌头。
在钢巴雷尔制作计划中担任设计者。就设计问题常常同秋穗争论。
Mr.Pleiades（ミスター・プレアデス）
是日高昴在參加ROBO ONE大賽時所用的名字。使用機體為M-45。
长深田充彦（聲：上田燿司（日本）；張振聲（香港））
機器人研究部的顧問老師，口頭禪為「這可是豆知識」。

### 中央種子島高校
臼井薰子（聲：澤田敏子）
中央種子島高校的教頭。

### JAXA
天王寺绹（聲：山本彩乃）
年齡：20歳。生日：1998年11月9日。血型：A型。
本作女主角之一。JAXA新人研究員，總是面帶純真的微笑，但有時候會突然展現毒舌本性。能為目的而不擇手段行動，被朋友稱為「失控女」。
在前作《Steins;Gate》中以11歲之齡登場，與前作略有不同的是，綯是本作核心人物之一。
似乎喜歡海翔（從動畫第21話秋穗被海翔告白時得知）。
被澤田稱為「小布朗」，因為其父親有「Mr. Braun（映像管先生）」這個外號（見Steins;Gate）。
濑乃宫键一郎（聲：小山武宏）
秋穗和美佐希的父親。

### EXOSKELETON公司
泽田敏行（聲：三木眞一郎）
為300人委員會之一。但事實上卻是跟委員會唱反調並盡力阻止黑洞炸彈火箭發射的人物。
濑乃宫美纱希（聲：井上喜久子）
年齡：26歳。身高：167cm。三圍：88-56-87。
秋穗的姐姐。機械人研究部前身「機械人研究同好會」的設立人。但為了保護秋穗他們把君島殺害後，遭到君島控制。

### 其他
行舟爱理（聲：釘宮理惠（日本）；賴芸芬（香港））

年齢：10歳。生日：2000年12月25日。血型：AB型（Rh-）。身高：145cm。三圍：66-50-68。
本作女主角之一。銀髮碧眼的蘿莉型美少女，性格純真。生日正好在聖誕節，但卻因為生在日本南方的種子島，身體又罹患某種特殊疾病，無法離開這座島嶼，因此出生至今都未見過雪景，親眼看雪是她一直以來的願望。偶然認識了仍在人世的君島皓，君島表示他有辦法協助愛理治好她的疾病，就是等待。君島住所地下工作室裡有具儀器可讓人生理運作緩暫的冬眠狀態，他要愛理進入儀器沉睡十年左右，君島相信十年後的醫療技術應能治好愛理的疾病，但仍稍有猶豫因為並不確定這計劃是否順利。徵求愛理同意後君島設定好儀器，在2010年開始運作，另外為了解決愛理沉睡期間的孤寂，設計了與愛理一樣的AI-AR愛理，並在2008年12月24日（平安夜）完成，從此愛理本體就進入冬眠狀態中。
2019年12月23日晚上（動畫第15話），海翔在AR愛理的引導下進入了君島住所地下工作室，發現了沉睡愛理本體的儀器，由AR愛理了解原委後將愛理交由警方處理。愛理後來被轉送至醫院，醒來後對於這9年來AR愛理的經歷完全沒印象。在Atum計劃開始後愛理本體被AR君島控制，帶著手槍前往調布機場阻擋要搭機回種子島的海翔一行人。驅離AR君島後愛理被送上飛機帶回種子島並短暫進入昏迷。在與海翔和天王寺綯進入君島住所找到N IV電磁波發射裝置並要離開時再度遇上AR君島和已被控制的GEZI姐，與AR君島交談後愛理發現現在的君島已經沒有任何感情和思想，只是個想完成實驗的程式罷了。在GEZI姐強制反抗讓所有自動機槍自相殘殺後被AR君島視為故障而將其刪除，在完全刪除前愛理努力與GEZI姐交談，並得知AR愛理已完成她想看雪景的夢想而高興不已。
AR愛理/GEZI姐
種子島神出鬼沒的美少女，動作和外表幾乎和真人一樣，但卻只能在口袋電腦裡現身。常在種子島的宇宙之丘公園現身，因此被誤傳為幽靈。實際上是君島皓為行舟愛理沉睡期間而設計的AI程式，以愛理本體為原型，外貌和聲音與愛理如出一轍。擁有兩種性格模式，一個是平時的狀態，與愛理本體個性一樣的AR愛理，另一個則是點了額頭的開關後，變成表情無口，性格冷靜成熟的GEZI姐。AR愛理在2008年12月24日（平安夜，比愛理本體早一天）開始啟用，因此把這天設為自己的生日。AR愛理的任務除了代替沉睡中的行舟愛理與世界互動外，並協助開啟君島報告書，和觀測部分君島的實驗結果（如2946號的磁單極子實驗），另外還會自行預報天氣。
2019年12月23日晚上AR愛理帶著海翔進入君島住所地下工作室並發現沉睡中的愛理本體。隔日平安夜時，芙拉入侵IURO，將口袋電腦內出現下雪的景像，讓愛理完成心願，之後要求海翔親吻額頭。隔日後AR愛理程式自動消失，但因海翔有做親吻額頭的程序，讓GEZI姐模式被保留下來。Atum計劃開始後在海翔等人找到N IV電磁波發射裝置並要離開時GEZI姐被AR君島控制而要殺害海翔一行人，但仍自行反抗命令讓自動機槍自相殘殺，讓AR君島認為GEZI姐程式已故障而將她刪除，在刪除過程中愛理本體與GEZI姐交談，得知自己想看雪景的願望已由AR愛理完成。
伊礼瑞榎（聲：本田貴子（日本）；郭碧珍（香港））
經營伊禮商店，似乎因為雙腿行動不便而使用外骨骼輔助。與瀬乃宮美紗希為熟識，亦見過愛理。多次勸諭海翔不要追查君島報告的事，最後因輔助雙腿的外骨骼失控，自行步向懸崖，死於陰謀底下的事故。
君岛孝（聲：森川智之）
本人已於九年前銀蓮花號集體昏迷事件的同一時間死亡。故事末段以AI形式出現，存活於伺服器上，控制瀨乃宮美紗希，入侵種子島JAXA火箭發射場。
藤田铁治（聲：福田信昭）

长深田澄夫（聲：金尾哲夫）
充彥的叔叔。也是宇宙糖公司的社長，提供機器人部贊助金。喜歡有衝擊性的東西。
田高宏武（聲：木下浩之）
日高昴的父親，希望兒子承繼父業，成為漁夫。所以極力反對兒子對機械人的興趣。

### 系列前作匿名登場角色
系列首作《CHAOS;HEAD》主角西條拓巳使用的網名。在2019年中似乎是繼續失業，自稱是「改變世界的超誇大妄想狂」。
DaSH
前作《Steins;Gate》登場人物橋田至使用的網名。繼承前作的結局，已經結婚並育有一女。

前作《Steins;Gate》女主角牧瀨紅莉栖使用的網名。職業不明，常唸著岡部倫太郎的口頭禪「El Psy Kongroo」。

## 製作人員
- 系列企劃・原作 - 志倉千代丸（5pb.）[6]
- 製片人 - 松原達也（5pb.）[6]
- 劇本 - 林直孝（5pb.）[6]
- 角色設計 - 福田知則（5pb.）[6]
- 機械設計合作 - 石渡マコト（ポリゴン番長）[6]
- 音樂 - 阿保剛（5pb.）[6]
- 合作 - JAXA宇宙航空研究開発機構、Nitro+[6]

## 科學系列的關聯
- 用廚二病一詞來替代中二病的設定係沿用《Steins;Gate》。
- 跟前兩部作品一樣，《ROBOTICS;NOTES》內容包括許多先進國家理論以及研究和開發。
- 儘管並未特別提及，但本作中也加入了世界線的概念，延續Steins;Gate結局的世界線。
- 前兩部作品的角色曾出現於本作中。

## 出版書籍

### 漫畫
- 原作：5pb.／作畫：浅川圭司《ROBOTICS;NOTES》Mag Garden〈月刊Comic BLADE〉2012年3月號刊登第0話，2012年4月正式連載。

| 卷數 | Mag Garden    | Mag Garden             | 東立出版社     | 東立出版社             |
| 卷數 | 發售日期      | ISBN                   | 發售日期       | ISBN                   |
| ---- | ------------- | ---------------------- | -------------- | ---------------------- |
| 1    | 2012年7月10日 | ISBN 978-4-8000-0020-0 | 2013年7月29日  | ISBN 978-986-332-212-2 |
| 2    | 2012年11月9日 | ISBN 978-4-8000-0062-0 | 2014年9月2日   | ISBN 978-986-332-213-9 |
| 3    | 2013年3月9日  | ISBN 978-4-8000-0106-1 | 2014年10月23日 | ISBN 978-986-332-239-9 |
| 4    | 2013年9月10日 | ISBN 978-4-8000-0205-1 | 2015年1月7日   | ISBN 978-986-337-432-9 |
| 5    | 2014年5月10日 | ISBN 978-4-8000-0297-6 |                |                        |
| 6    | 2014年9月10日 | ISBN 978-4-8000-0358-4 |                |                        |

- 原作：5pb.／作畫：NB角川書店〈月刊少年Ace〉

| 卷數 | 角川書店       | 角川書店               |
| 卷數 | 發售日期       | ISBN                   |
| ---- | -------------- | ---------------------- |
| 1    | 2012年11月21日 | ISBN 978-4-04-120540-2 |
| 2    | 2013年4月24日  | ISBN 978-4-04-120683-6 |

- 原作：5pb.／作畫：シヒラ竜也《ROBOTICS;NOTES Revival Legacy》集英社〈Ultra Jump〉

| 卷數 | 集英社         | 集英社                 |
| 卷數 | 發售日期       | ISBN                   |
| ---- | -------------- | ---------------------- |
| 1    | 2012年12月19日 | ISBN 978-4-08-879484-6 |
| 2    | 2013年5月17日  | ISBN 978-4-08-879568-3 |
| 3    | 2014年1月17日  | ISBN 978-4-08-879672-7 |

- 原作：5pb.／作畫：空十雲《ROBOTICS;NOTES -Pleiades Ambition-》Media Factory〈月刊Comic Alive〉

| 卷數 | Media Factory  | Media Factory          |
| 卷數 | 發售日期       | ISBN                   |
| ---- | -------------- | ---------------------- |
| 1    | 2012年12月22日 | ISBN 978-4-8401-4770-5 |
| 2    | 2013年3月23日  | ISBN 978-4-8401-5028-6 |
| 3    | 2013年7月23日  | ISBN 978-4-8401-5081-1 |

- 原作：5pb.／作畫：知乃綴《ROBOTICS;NOTES Dream Seeker》（ROBOTICS;NOTES ドリームシーカー）史克威爾艾尼克斯〈月刊少年GANGAN〉

| 卷數 | 史克威爾艾尼克斯 | 史克威爾艾尼克斯       |
| 卷數 | 發售日期         | ISBN                   |
| ---- | ---------------- | ---------------------- |
| 1    | 2012年12月22日   | ISBN 978-4-7575-3814-6 |
| 2    | 2013年9月21日    | ISBN 978-4-7575-3895-5 |

- 原作：5pb.／作畫：郷《ROBOTICS;NOTES Phantom Snow》enterbrain

| 卷數 | enterbrain    | enterbrain             |
| 卷數 | 發售日期      | ISBN                   |
| ---- | ------------- | ---------------------- |
| 1    | 2013年2月15日 | ISBN 978-4-04-728716-7 |
| 2    | 2013年9月14日 | ISBN 978-4-04-729132-4 |

- 原作：5pb.／作畫：華尾ス太郎ASCII Media Works〈電撃魔王〉

| 卷數 | ASCII Media Works | ASCII Media Works      |
| 卷數 | 發售日期          | ISBN                   |
| ---- | ----------------- | ---------------------- |
| 1    | 2013年8月27日     | ISBN 978-4-04-891644-8 |

- ASCII Media Works〈電撃魔王〉
  - 日本：2012年11月27日發售（ISBN 978-4-04-891137-5）

- enterbrain
  - 日本：2012年12月24日發售（ISBN 978-4-04-728581-1）

### 小說
- 原作：5pb.／著：foca《ROBOTICS;NOTES 機械學報告》（ROBOTICS;NOTES プロジェクト・プレアデス）

| 卷數 | 富士見書房    | 富士見書房             | 青文出版社    | 青文出版社             |
| 卷數 | 發售日期      | ISBN                   | 發售日期      | ISBN                   |
| ---- | ------------- | ---------------------- | ------------- | ---------------------- |
| 1    | 2012年9月29日 | ISBN 978-4-04-728305-3 | 2014年1月16日 | ISBN 978-986-310-797-2 |

- 原作：5pb.／著：岩佐まもる《ROBOTICS;NOTES》

| 卷數 | 日文標題 | 角川書店      | 角川書店               |
| 卷數 | 日文標題 | 發售日期      | ISBN                   |
| ---- | -------- | ------------- | ---------------------- |
| 1    |          | 2012年9月29日 | ISBN 978-4-04-100494-4 |
| 2    |          | 2013年1月31日 | ISBN 978-4-04-100716-7 |
| 3    |          | 2013年3月30日 | ISBN 978-4-04-100764-8 |

- 原作：5pb.／著：長野一郎／插畫：福田知則《ROBOTICS;NOTES 機械學報告》（ROBOTICS;NOTES -ロボティクス・ノーツ-）

| 卷數 | 富士見書房     | 富士見書房             | 四季出版      | 四季出版               |
| 卷數 | 發售日期       | ISBN                   | 發售日期      | ISBN                   |
| ---- | -------------- | ---------------------- | ------------- | ---------------------- |
| 1    | 2012年10月20日 | ISBN 978-4-8291-4693-4 | 2014年6月19日 | ISBN 978-986-568-604-8 |

- 原作：5pb.／著：海法紀光／插畫：笹森トモエ

| 卷數 | ASCII Media Works | ASCII Media Works      |
| 卷數 | 發售日期          | ISBN                   |
| ---- | ----------------- | ---------------------- |
| 1    | 2012年11月10日    | ISBN 978-4-04-891150-4 |

### 公式書
- 
  - 日本：2012年9月29日發售（ISBN 978-4-04-886756-6）

- 
  - 日本：2013年4月24日發售（ISBN 978-4-04-110407-1）

## 舞台劇
2013年5月3日 - 12日全労済ホールスペース・ゼロ公演。

### 出演演員
- 八汐海翔：小澤亮太
- 瀬乃宮あき穂：小宮有紗
- 日高昴：戶谷公人
- 神代フラウ：大野未来
- 大徳淳和：酒井蘭
- 愛理：相川結
- 瀬乃宮みさ希：西原亜美
- 伊禮瑞榎：櫻井みのり
- 長深田充彦：坂田鉄平
- 藤田鉄治：小國彰裕
- 天王寺綯：はねゆり
- 君島コウ：林修司
- 澤田敏行：伊阪達也
- 演奏者：松木賢三、武原広幸、小林隼人、右田亮介、仲田祥司、池田謙信
- 脚本・演出：吉谷光太郎（クリエイティヴ零）
- 宣傳動畫（页面存档备份，存于）
- 推特（页面存档备份，存于）
- 官網（页面存档备份，存于）
- DVD購買頁面（页面存档备份，存于）

## 電視動畫
2012年10月11日富士電視台noitaminA開始播放。

### 工作人員
- 原作 - MAGES.
- 監督 - 野村和也
- 劇本監修 - 松原達也、林直孝
- 系列構成 - 花田十輝
- 角色原案 - 福田知則
- 動畫角色設計 - 久保田誓
- 主動畫師 - 高橋英樹
- 道具設計 - 竹中真吾
- 機械設計 - 胡拓磨
- 美術監督・美術設定 - 立田一郎
- 色彩設定 - 田中美穗
- 撮影監督 - 小西庸平
- 編集 - 植松淳一
- 音響監督 - 若林和弘
- 音響効果 - 石野貴久（サウンドリング）
- 音樂 - 阿保剛、林友樹
- 動畫制作 - Production I.G
- 製作 - チュウタネロボ部

### 主題曲
片頭曲
（第1話－第11話）
作詞、作曲：志倉千代丸，編曲：大島康祐，歌：Zwei
（第12話－第22話）
作詞、作曲：志倉千代丸，編曲：オオバコウスケ，歌：haruki
片尾曲
（第1話－第11話）
作詞、作曲：志倉千代丸，編曲：酒井幹郎，歌：fumika
（第12話－第22話）
作詞、作曲：志倉千代丸，編曲：磯江俊道，歌：伊藤香奈子

### 各話列表
| 話數 | 日文標題 | 中文標題                       | 劇本     | 分鏡              | 演出       | 作畫監督                                                              |
| ---- | -------- | ------------------------------ | -------- | ----------------- | ---------- | --------------------------------------------------------------------- |
| #01  |          | 鋼巴雷爾在等著我               | 花田十輝 | 野村和也          | 野村和也   | 高橋英樹 海谷敏久                                                     |
| #02  |          | 正因為有夢想、希望與浪漫       | 花田十輝 | 林直孝            | 橋本裕之   | 井川麗奈                                                              |
| #03  |          | 種子島加速衝擊！               | 花田十輝 | 橋本裕之 野村和也 | 米林拓     | 今井有文 胡拓磨（機械）                                               |
| #04  |          | 一起製造正義的巨大機器人       | 花田十輝 | 山本秀世          | 羽多野浩平 | 須賀重行                                                              |
| #05  |          | 可以叫你哥哥嗎？               | 花田十輝 | 長崎健司          | 肥塚正史   | 世良悠子                                                              |
| #06  |          | 夢想要是結束了，會很寂寞       | 橫谷昌宏 | 矢萩利幸          | 羽多野浩平 | 須賀重行 福世孝明                                                     |
| #07  |          | 非常感謝                       | 橫谷昌宏 | 藤井辰己          | 藤井辰己   | 瀨口泉 胡拓磨                                                         |
| #08  |          | 我是天王寺綯，請多關照！       | 根元歲三 | 小松田大全        | 鎌仲史陽   | 須賀重行 福世孝明                                                     |
| #09  |          | 因為這是血與汗與淚水的結晶     | 根元歲三 | 笹原遙            | 菊田幸一   | 名倉智史 片桐貴悠 胡拓磨                                              |
| #10  |          | 只有我們才能造出的機器人       | 花田十輝 | 山本秀世          | 京極義昭   | 瀨口泉 森田史 高橋英樹                                                |
| #11  |          | 旗標已經立下了                 | 花田十輝 | 野村和也          | 木村延景   | 海谷敏久 片桐貴悠 五反孝幸                                            |
| #12  |          | 直到你喜歡上任意一處之前       | 根元歲三 | 矢萩利幸          | 鎌仲史陽   | 松本文男 福世孝明                                                     |
| #13  |          | 這是何等瘋狂的世界             | 橫谷昌宏 | 萩原弘光          | 京極義昭   | 名倉智史、瀨口泉 淺井聖子                                             |
| #14  |          | 再這樣繼續一會兒吧…            | 橫谷昌宏 | 笹原遙            | 柳屋圭宏   | 菊田幸一、胡拓磨 高橋英樹、海谷敏久                                   |
| #15  |          | 讓妳做一個好夢                 | 橫谷昌宏 | 木村延景          | 糸賀慎太郎 | 海谷敏久、名倉智史 菊田幸一、片桐貴悠                                 |
| #16  |          | 最喜歡巨型機器人了             | 根元歲三 | 西宮大祐          | 西宮大祐   | 瀨口泉、朝井聖子 高橋英樹、名倉智史 頂真司                            |
| #17  |          | 機器人研究社，從今天起解散！   | 根元歲三 | 澤井幸次          | 德本善信   | 永吉隆志 服部憲                                                       |
| #18  |          | 那裡有真正的鋼巴雷爾           | 花田十輝 | 藤井辰己          | 藤井辰己   | 海谷敏久、名倉智史 片桐貴悠、窪田康高 朝井聖子、瀨口泉                |
| #19  |          | 夢想什麼的，從未擁有過該有多好 | 花田十輝 | 澤井幸次          | 京極義昭   | 瀨口泉、窪田康高 朝井聖子、名倉智史 頂真司、胡拓磨 胡拓磨（機械）     |
| #20  |          | 现在仍喜欢机器人吗？           | 花田十輝 | 笹原遙            | 佐佐木純人 | 小畑贤、相泽秀亮 户仓荣一、津幡桂明                                   |
| #21  |          | 鋼巴雷爾出發！                 | 花田十輝 | 小松田大全        | 小松田大全 | 海谷敏久、名倉智史 片桐貴悠、窪田康高 高橋英樹                        |
| #22  |          | 從這裡開始，是我們的遊戲了     | 花田十輝 | 野村和也          | 野村和也   | 高橋英樹、海谷敏久 瀨口泉、朝井聖子 窪田康高、名倉智史 胡拓磨（機械） |

### 播放電視台
日本深夜動畫：下文記載的日本国内播放時間使用日本標準時間（UTC+9）表示。因為部分時間标识會採用30小时制，因此請留意这类超过24:00的时间，其實際播放時間為翌日清晨。
| 播放地區   | 播放電視台     | 播放日期                      | 播放時間（UTC+9）       | 備註                                                     |
| ---------- | -------------- | ----------------------------- | ----------------------- | -------------------------------------------------------- |
| 關東廣域圈 | 富士電視台     | 2012年10月11日－2013年3月21日 | 星期四 25:15－25:45     | 製作電視台 noitaminA第2部                                |
| 中京廣域圏 | 東海電視台     | 2012年10月11日－2013年3月21日 | 星期四 26:35－27:05     |                                                          |
| 佐賀縣     | 佐賀電視台     | 2012年10月12日－2013年3月22日 | 星期五 25:35－26:05     |                                                          |
| 福岡縣     | 西日本電視台   | 2012年10月12日－2013年3月22日 | 星期五 26:35－27:05     |                                                          |
| 山形縣     | 櫻桃電視台     | 2012年10月13日－2013年3月23日 | 星期六 25:35－26:05     |                                                          |
| 秋田縣     | 秋田電視台     | 2012年10月13日－2013年3月23日 | 星期六 26:05－26:35     |                                                          |
| 鹿兒島縣   | 鹿兒島電視台   | 2012年10月13日－2013年3月23日 | 星期六 26:05－26:35     |                                                          |
| 熊本縣     | 熊本電視台     | 2012年10月13日－2013年3月23日 | 星期六 26:35－27:05     |                                                          |
| 福島縣     | 福島電視台     | 2012年10月15日－2013年3月25日 | 星期一 25:40－26:10     |                                                          |
| 廣島縣     | 新廣島電視台   | 2012年10月15日－2013年3月25日 | 星期一 26:00－26:30     |                                                          |
| 愛媛縣     | 愛媛電視台     | 2012年10月16日－2013年3月26日 | 星期二 25:05－25:35     |                                                          |
| 宮城縣     | 仙台放送       | 2012年10月16日－2013年3月26日 | 星期二 25:45－26:15     |                                                          |
| 新潟縣     | 新潟綜合電視台 | 2012年10月16日－2013年3月26日 | 星期二 26:00－26:30     |                                                          |
| 近畿廣域圏 | 關西電視台     | 2012年10月16日－2013年3月26日 | 星期二 26:28－26:58     |                                                          |
| 岩手縣     | 岩手可愛電視台 | 2012年10月17日－2013年3月27日 | 星期三 26:20－26:50     |                                                          |
| 靜岡縣     | 靜岡電視台     | 2012年10月18日－2013年3月28日 | 星期四 25:40－26:10     |                                                          |
| 日本全域   | BS富士         | 2012年10月27日－2013年3月30日 | 星期六 26:30－27:00     |                                                          |
| 香港       | J2             | 2013年8月21日－9月19日        | 星期一至五 18:25－19:00 |                                                          |
| 香港       | TVB兒童台      | 2014年11月8日－2015年1月18日  | 星期六、日 09:00－09:30 |                                                          |
| 香港       | TVB Window     | 2015年10月25日－12月27日      | 星期六、日 08:10－08:30 | 11月21日 08:00－08:30 11月22日停播 12月19日 07:00－08:00 |
| 香港       | J2             | 2016年6月22日－7月21日        | 星期一至五 29:30－30:00 |                                                          |
| 臺灣       | MY 101綜合台   | 2014年10月31日－12月1日       | 星期一至五 19:30－20:00 |                                                          |

### Blu-ray / DVD
| 卷 | 發售日        | 收錄話          | 規格編號     | 規格編號     | 規格編號  |
| 卷 | 發售日        | 收錄話          | Blu-ray      | DVD限定版    | DVD通常版 |
| -- | ------------- | --------------- | ------------ | ------------ | --------- |
| 1  | 2013年1月23日 | 第1話 - 第2話   | ANZX-6181/82 | ANZB-6181/82 | ANSB-6181 |
| 2  | 2013年2月27日 | 第3話 - 第5話   | ANZX-6183/84 | ANZB-6183/84 | ANSB-6183 |
| 3  | 2013年3月27日 | 第6話 - 第7話   | ANZX-6185/86 | ANZB-6185/86 | ANSB-6185 |
| 4  | 2013年4月24日 | 第8話 - 第9話   | ANZX-6187/88 | ANZB-6187/88 | ANSB-6187 |
| 5  | 2013年5月22日 | 第10話 - 第12話 | ANZX-6189/90 | ANZB-6189/90 | ANSB-6189 |
| 6  | 2013年6月26日 | 第13話 - 第14話 | ANZX-6191/92 | ANZB-6191/92 | ANSB-6191 |
| 7  | 2013年7月24日 | 第15話 - 第17話 | ANZX-6193/94 | ANZB-6193/94 | ANSB-6193 |
| 8  | 2013年8月21日 | 第18話 - 第20話 | ANZX-6195/96 | ANZB-6195/96 | ANSB-6195 |
| 9  | 2013年9月25日 | 第21話 - 第22話 | ANZX-6197/98 | ANZB-6197/98 | ANSB-6197 |

## 腳注
1. ↑  .   [2013-03-15]. （原始内容存档于2013-03-15）.
2. ↑  . www.facebook.com.   [2018-11-16]. （原始内容存档于2019-02-17） （中文（简体））.
3. 1 2  . 乐视网.   [2013-03-07]. （原始内容存档于2018-12-11）.
4. ↑  . ファミ通.com. エンターブレイン. 2011-08-12  [2011-08-12]. （原始内容存档于2011-09-14）.
5. 1 2 3 4 5 6  . ファミ通.com. エンターブレイン. 2011-08-09  [2011-08-12]. （原始内容存档于2011-09-13）.
6. 1 2 3 4 5 6 7  . ファミ通.com. エンターブレイン. 2011-08-04  [2011-08-12]. （原始内容存档于2012-08-27）.
7. ↑  『ロボティクス・ノーツ』アニメ版放送時期が発表、さらに“タネガシマシン3”も登場【科学アドベンチャー祭り 2012 SUMMER】 （页面存档备份，存于）ファミ通.com 2012年7月21日 21:41更新

## 關連項目
- CHAOS;HEAD
- Steins;Gate

## 外部連結
- 官方網站（页面存档备份，存于）（日語）
- 電視動畫官方網站（页面存档备份，存于）（日語）
- ROBOTICS;NOTES RADIO〜リアルロボ部 少年少女たちの夢〜（页面存档备份，存于）（廣播）（日語）
- ROBOTICS;NOTES廣播電台（页面存档备份，存于）（日語）
- マッグガーデン・コミック・オンライン - 全部無料で読める！ マンガの庭！（日語）
- ROBOTICS;NOTES Phantom Snow | ファミ通コミッククリア（页面存档备份，存于）（日語）
- ウルトラジャンプ 作家一覧 原作:5pb. 漫画:シヒラ竜也（日語）
- ガンガンNET | ROBOTICS;NOTES（页面存档备份，存于）（日語）
- ROBOTICS;NOTES的X（前Twitter）（日語）
- 乐视网独播专区